# Vekky
Vekky ist eine Stadt und ein Arrondissement im Departement Atlantique in Benin. Es ist eine Verwaltungseinheit, die der Gerichtsbarkeit der Kommune Sô-Ava untersteht.

## Demografie und Verwaltung
Gemäß der Volkszählung von 2013 hatte das Arrondissement 29.476 Einwohner, davon waren 14.849 männlich und 14.627 weiblich.
Von den 69 Dörfern und Quartieren der Kommune entfallen 17 auf das Arrondissement:
1. Aniankomey
2. Avlézounmey
3. Dogodo
4. Eguékomey
5. Gbètingao
6. Hlouazounmey
7. Hounhoué
8. Kpacomey
9. Lokpodji
10. Nonhouéto
11. Sô-Chanhoué Todo
12. Somaï
13. Tchinancomey
14. Totakoun
15. Vekky-Daho
16. Vekky-Dogbodji
17. Zounhomey